# Велика держава

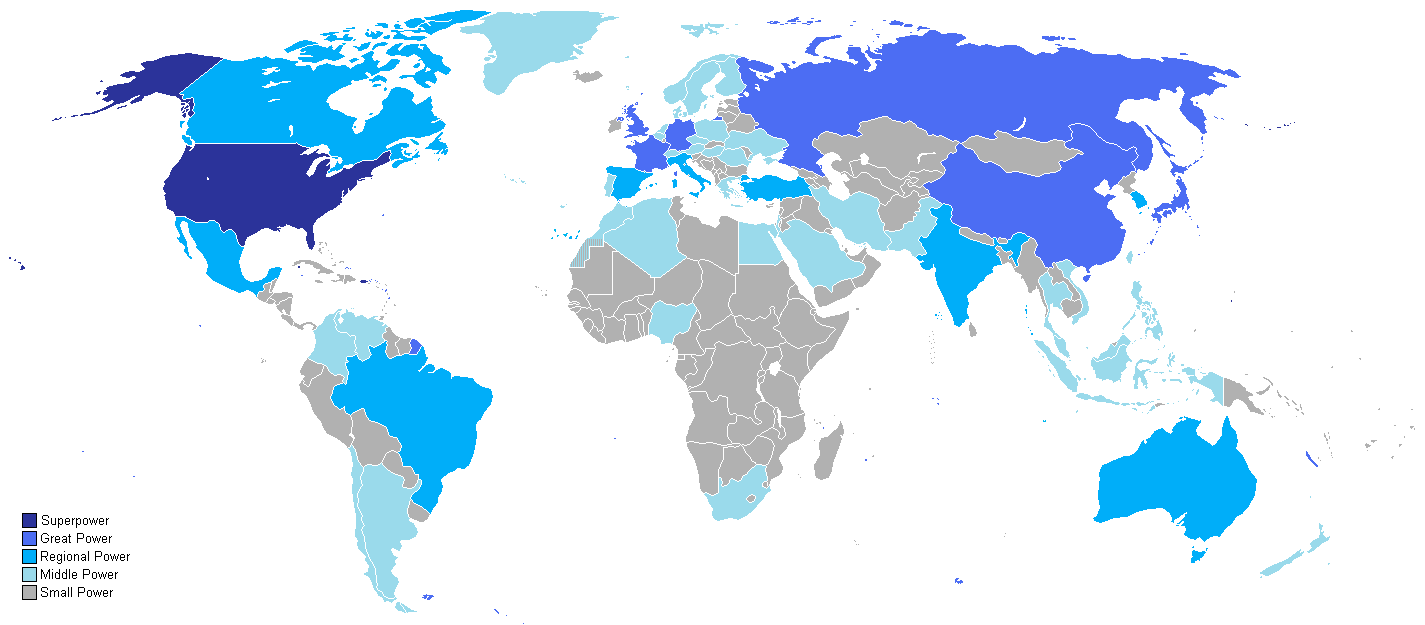
Держави за впливом на міжнародні відносини, 2009 р.:
Надвеликий
Великий
Регіональний
Локальний

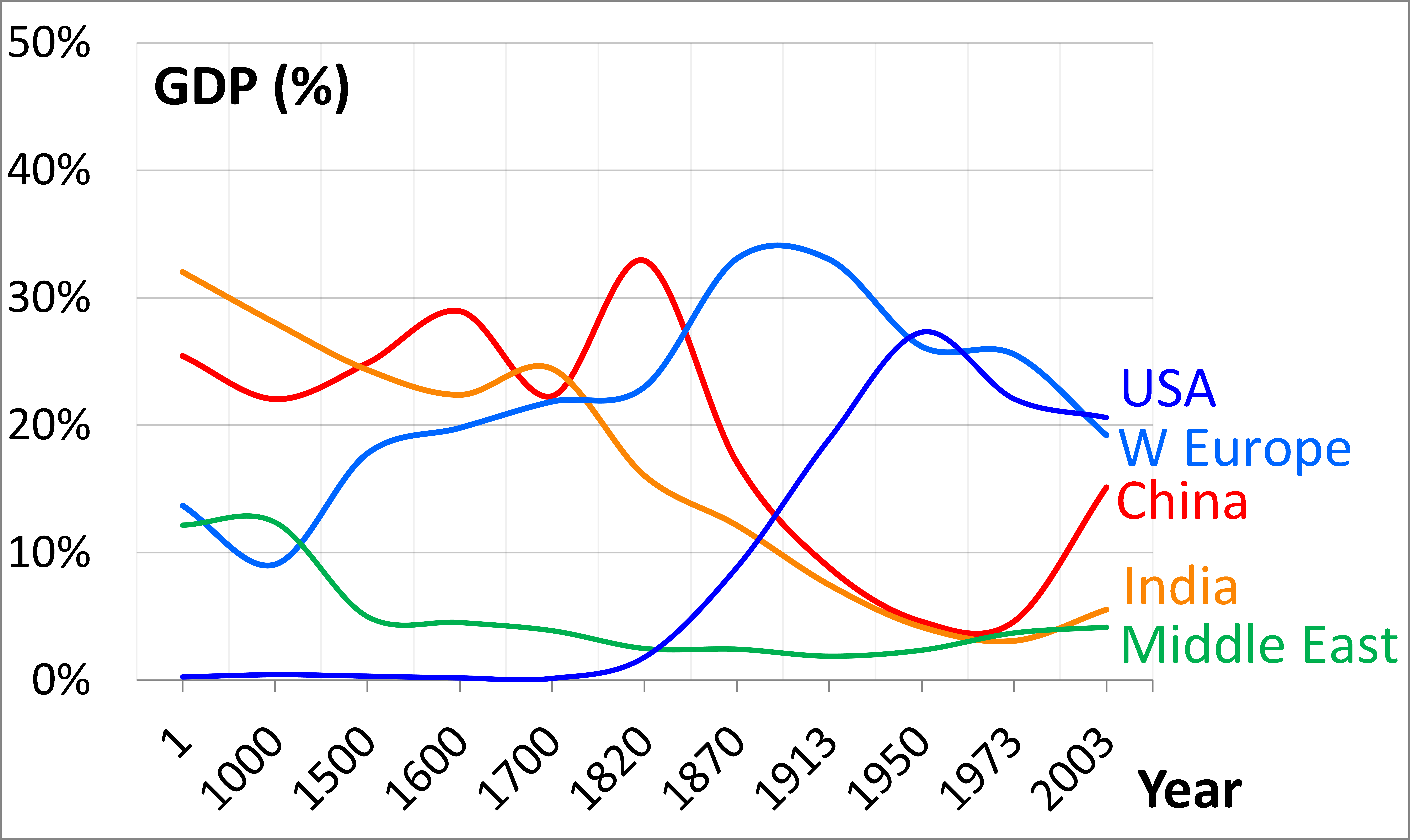
Оцінка найбільших економік світу (ВВП) від 1000 до 2003 року.

Вели́ка держа́ва — неофіційна назва держави, яка завдяки своєму військово-політичному потенціалу справляє великий вплив на систему міжнародних та міжнародно-правових відносин.

## Історія поняття

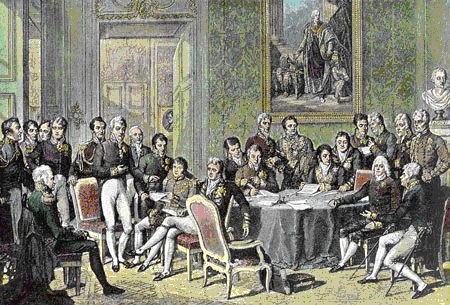
Віденський конгрес великих держав

Саме поняття дуже давнє і виникало щоразу, коли в певному регіоні одночасно тривалий час існувало кілька незалежних держав порівнянної могутності в оточені менших, слабших та залежних від них. Найдавнішим відомим випадком фактичного використання поняття «велика держава» є Родючий Півмісяць, де в II тисячолітті до нашої ери вперше склалася система дипломатії, в якій провідну роль відігравало кілька найбільших держав, які визнавали окремий статус одне одного та нижчий статус інших.

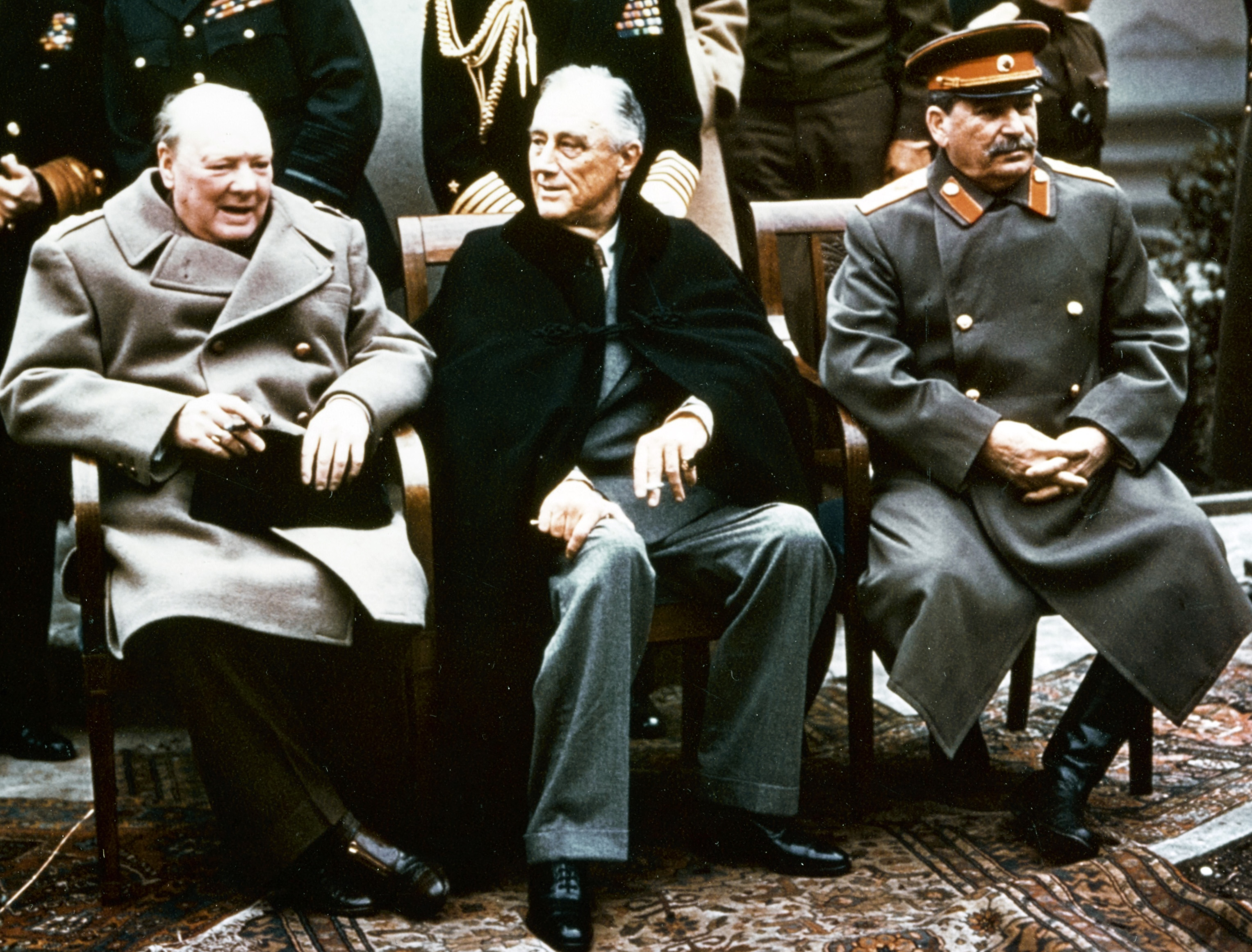
Велика трійка на Ялтинській конференції: Черчилль, Рузвельт та Сталін

З часу Віденського конгресу 1815 р. до шістдесятих років Великими державами називались п'ять європейських країн: Велика Британія, Франція, Австрія, Пруссія та Росія, вони мали найбільший політичний вплив на життя Європи. Пізніше з 1870 р. до Великих держав доєдналась Італія.
Після Другої світової війни Великими державами вважались постійні члени Ради Безпеки ООН: СРСР, США, Велика Британія, Франція та Китай (Республіка Китай до 1971, з 1971 КНР). Велике значення мав «ядерний статус», що забезпечував додатковий вплив у світі.
Статутом ООН на Великі держави покладається головна відповідальність за підтримання миру і загальної безпеки у світі. У наш час (2011) активно обговорюється необхідність реформування Ради Безпеки ООН. Німеччина, Японія, Індія, Бразилія та ПАР розглядаються як найвірогідніші кандидати в число постійних членів розширеного складу Ради Безпеки ООН.

## Історичний склад
| 1815                                                                               | 1878 | 1939                                                                                       | 1945                                                   | Початок 21 ст.                                                                                |
| ---------------------------------------------------------------------------------- | --- | ------------------------------------------------------------------------------------------ | ------------------------------------------------------ | --------------------------------------------------------------------------------------------- |
| - Британська імперія - Російська імперія - Австрійська імперія - Пруссія - Франція | - Британська імперія - Російська імперія - Німецька імперія - Австро-Угорщина - Франція - Королівство Італія - США - Японія | - Сполучене Королівство - Франція - США - Японія - Королівство Італія - Третій Рейх - СРСР | - США - СРСР - Сполучене Королівство - Франція - Китай | - США - КНР - Росія - Сполучене Королівство - Франція - Японія - Німеччина - Індія - Бразилія |

Примітка.

виділені наддержави

підкреслені ядерні держави